# 博雷 (瓦兹省)
博雷（法語：Borest，法語發音：[bɔʁɛ]）是法国瓦兹省的一个市镇，属于桑利斯区。

## 地理
博雷（49°10'51"N, 2°40'14"E）面积12.78 平方千米，位于法国上法蘭西大區瓦兹省，该省份为法国北部内陆省份，北起索姆省，西接厄尔省和滨海塞纳省，南至塞纳-马恩省和瓦兹河谷省，东临埃纳省。
与博雷接壤的市镇（或旧市镇、城区）包括：巴尔伯里、巴龙、方丹沙利、蒙泰皮卢瓦、蒙莱韦克。

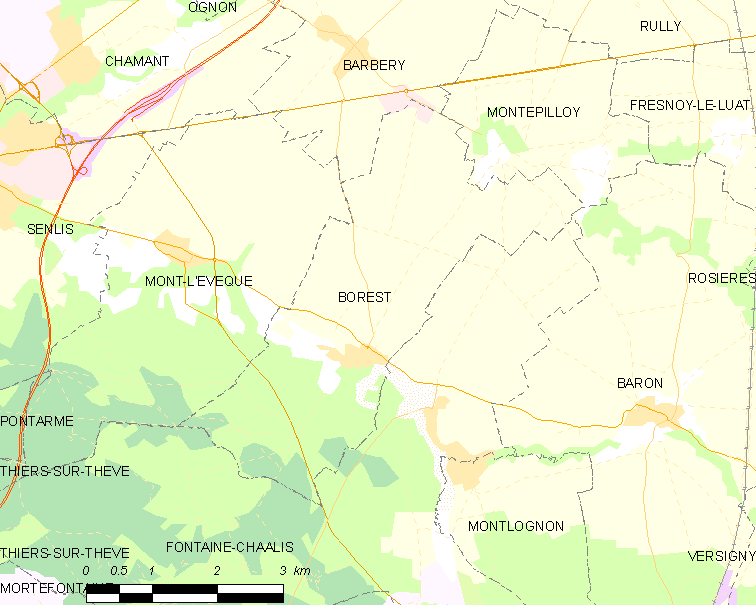
的OSM定位图

博雷的时区为UTC+01:00、UTC+02:00（夏令时）。

## 行政
博雷的邮政编码为60300，INSEE市镇编码为60087。

## 政治
博雷所属的省级选区为楠特伊勒欧杜安县。

## 人口

1962-2008年间人口变化图示

博雷于2022年1月1日时的人口数量为356人。